# Saint-Laurent-de-Lévézou
Saint-Laurent-de-Lévézou är en kommun i departementet Aveyron i regionen Occitanien i södra Frankrike. Kommunen ligger  i kantonen Vézins-de-Lévézou som ligger i arrondissementet Millau. År 2022 hade Saint-Laurent-de-Lévézou 157 invånare.

## Befolkningsutveckling
Antalet invånare i kommunen Saint-Laurent-de-Lévézou
Referens: INSEE